# Nowe Szkoty

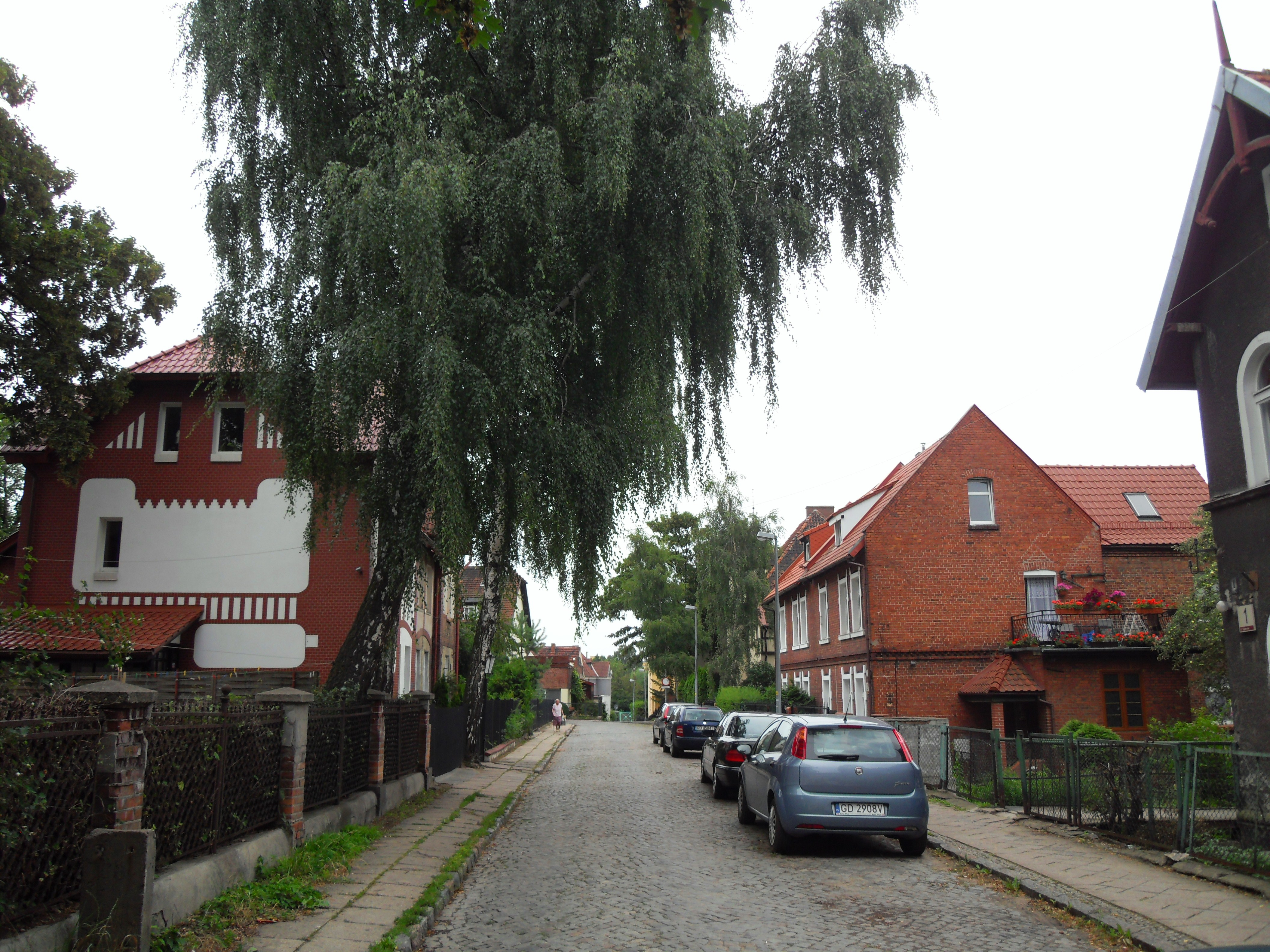
Nowe Szkoty, Gartenstadt

Nowe Szkoty (deutsch Neu Schottland bzw. Neu-Schottland oder Neuschottland, kaschubisch Nowi Szotland) ist ein Stadtteil von Danzig in Polen. Er gehört administrativ seit 2010 zum Stadtbezirk Wrzeszcz Dolny und bis dahin (seit 1945) zu Wrzeszcz (Langfuhr). Teile Neu Schottlands kamen 1814 mit Langfuhr zur Stadt Danzig, die restlichen Gebiete wurden erst 1877 eingemeindet. 

## Geschichte
Neu Schottland war eine Siedlung zwischen Kleinhammer (Langfuhr) und Schellmühl. Sie entstand in der zweiten Hälfte des 16. Jahrhunderts bei der Abtsmühle am Strießbach. Der Mühlteich, in den auch der Königstaler Bach mündete, wurde zwischen 1920 und 1939 verfüllt. Der Name der Siedlung stammt von den schottischen Siedlern, der Zusatz „Neu“ unterschied diese von der älteren Siedlung Alt Schottland bei Ohra. Von den Besitzverhältnissen war Neu Schottland zweigeteilt; der nördliche Teil links des Strießbachs gehörte zur Zisterzienserabtei Oliva und der südliche Teil zum Dorf Zigankenberg.
Im 17. Jahrhundert kam Neu Schottland in den Besitz der Familie Kostka und im 18. Jahrhundert an die Familie Weiher (polnisch Wejher). In der Mitte des achtzehnten Jahrhunderts wurde der Strießbach an den Nordrand der Siedlung, in seinen heutigen Verlauf verlegt. Im Jahr 1772 hatte der Wohnplatz 280 Einwohner. Das Herrenhaus war von einem Park umgeben.
Im Jahr 1733 lagerte die sächsische Armee bei Neu Schottland. Der angebliche Aufenthalt von Napoleon Bonaparte im Jahre 1807 ist dagegen nicht urkundlich nachzuweisen, jedoch wurde Danzig 1813 von dort belagert.

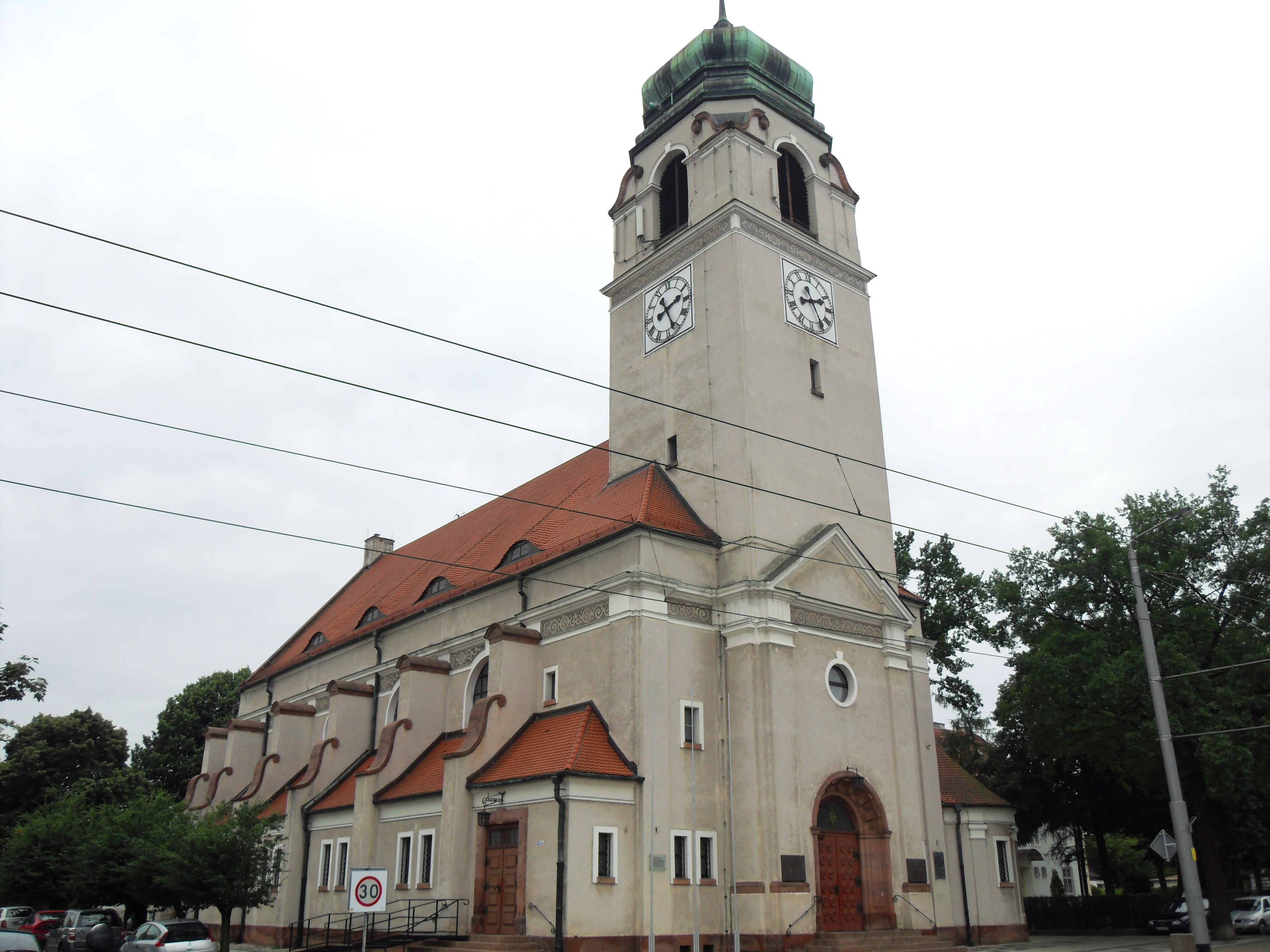
Die ehemalige Christuskirche

Zu Beginn des 19. Jahrhunderts hatte Neu Schottland etwa 300 Einwohner. Im Jahr 1814 kam der größere Teil der Siedlung mit Langfuhr an die Stadt Danzig und 1877 wurde auch der restliche Teil eingemeindet. Die Danziger Gemeinnützige Gartenstadt-Genossenschaft errichtete nach der Wende zum 20. Jahrhundert nördlich des Strießbachs zahlreiche Doppelhäuser. Aus der Straßenkreuzung zwischen Oliva, Hochstrieß, Brunshof, Kleinhammer (beide gehören zu Langfuhr) und Saspe entstand der Max-Halbe-Platz, der heute Komorowski-Platz heißt. Das Gebiet von Neu Schottland wurde bis Mitte des 20. Jahrhunderts nach Osten erweitert. Dazu gehörte die Reichskolonie bzw. Kolonie Neuschottland (poln. Kolonia).

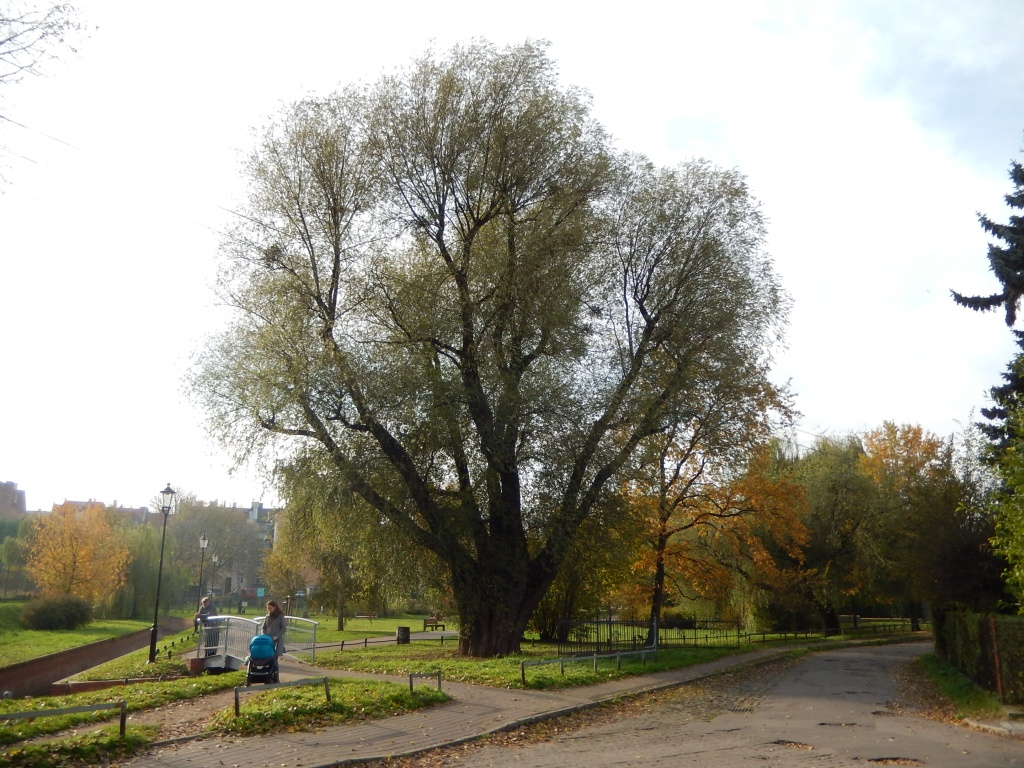
Park nad Strzyżą am Strießbach

In den Jahren 1905–1907 wurde die Neuschottland-Schule errichtet. Die evangelische Christuskirche wurde am 31. Juli 1916 eingeweiht. Im April 1945 wurde sie Eigentum der Jesuiten und Andreas Bobola geweiht. Die römisch-katholische św. Andrzeja Boboli-Kirche ist seit 2005 ein geschütztes Baudenkmal.
Östlich der Ostseestraße wurde 1929 die Helene-Lange-Schule – Städtisches Lyzeum und Reformrealgymnasium fertiggestellt. Das ehemalige Mädchengymnasium beherbergt seit 1947 die pharmazeutische Fakultät der Medizinischen Universität Danzig.
Im Jahr 2001 wurde am Strießbach der Park nad Strzyżą, angelegt.

## Verkehr
Das Gebiet hatte seit 1. Oktober 1867 zwei Haltestellen an der Danziger Hafenbahn nach Neufahrwasser. Die Strecke wurde 1951 nach dem Zweiten Weltkrieg wiedereröffnet und führt heute nur noch bis zur 2012 eröffneten Endstation Gdańsk Stadion Expo. Die Haltepunkte Gdańsk Kolonia (zuerst Haltestelle Schellmühl) und Gdańsk Nowe Szkoty werden seit 2005 bzw. 2006 nicht mehr von der S-Bahn SKM bedient. Dies gilt auch bei Öffnung der Strecke zu sportlichen Großereignissen und Messen.
Neben einer Reihe von Straßenbahn-Haltestellen besteht der SKM-Halt Gdańsk Politechnika im Norden des Stadtteils.
In den 1920/30er Jahren wurde die Ostseestraße nach Brösen angelegt, vollendet wurde diese erst nach dem Krieg. Sie heißt seit 1990 aleja Józefa Hallera.